# Natúf-kultúra
A Natúf-kultúra egy mezolitikus eredetű, közel-keleti régészeti kultúra. A palesztinai Kebara-kultúrát váltotta fel, létezése Kr. e. 11000 – Kr. e. 9300 közé tehető. Nevét az izraeli Vádi n-Natúf (Natúf-völgy) lelőhelyről kapta, ahol Dorothy Garrod a kultúra első települését 1932-ben felfedezte. A Natúf-kultúrát a protoneolitikum (korai neolitikum) kerámia előtti kultúrái (angol műszóval élve Pre Pottery Neolithic, PPN kultúrák), a kevés lelőhellyel rendelkező PPNA és azt követően a PPNB és PPNC váltották fel.

## Főbb jellemzői
A Natúf-kultúra jellemzője, hogy a falvak a gabonatermő vidékek közvetlen közelében alakultak ki, és a gabonafélék domináns szerephez jutottak a táplálkozásban. Ezt őrlőkövek, gabonatároló vermek, tűzhelyek, pörkölt magvak (kétsoros árpa, vad alakorbúza, makk, csicseriborsó, borsó) leleteinek sokasága bizonyítja. Az ebből a korból származó csontvázak fogai az őrlőkövekről származó kőpornak köszönhetően rendkívül kopott, és a stroncium-kalcium arány testükben is az inkább növényevő életmódot támasztja alá. A natúfi emberek már gyűjtötték a gabonamagvakat, és talán ültették és művelték is őket. A kérdés jelenlegi ismereteink alapján nem dönthető el.

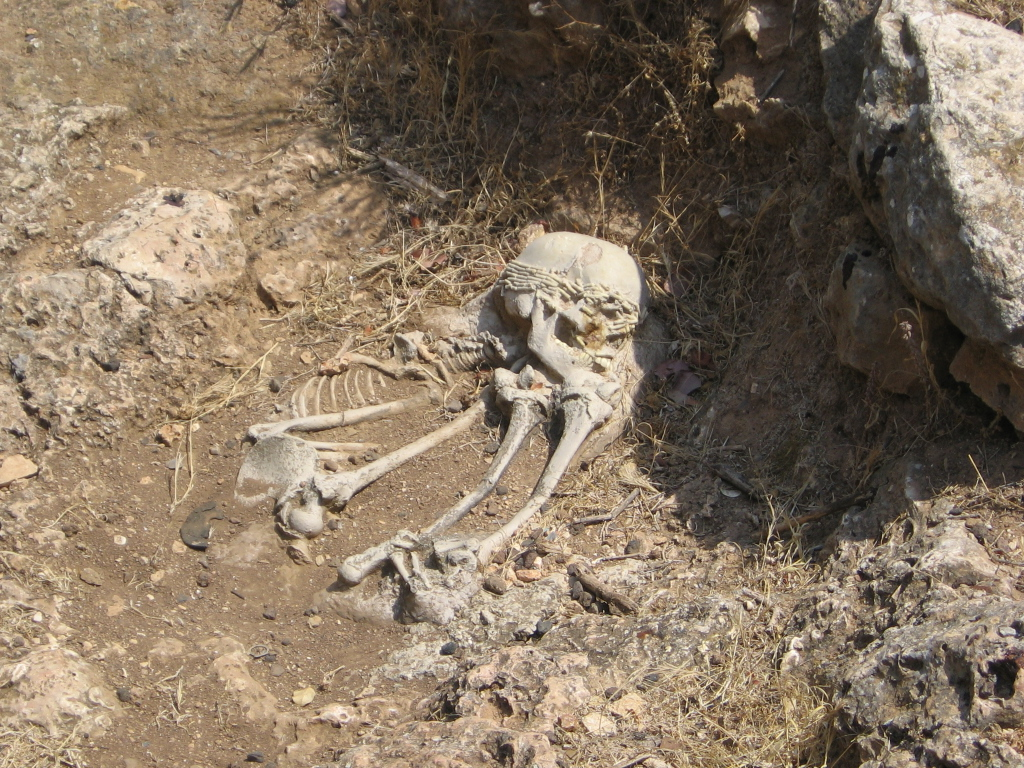
Natúfi sír

Emellett a vadászat továbbra is jelentős szerepet játszott az élelemellátásban: sok helyen gazellák, vadkecskék, őzek, dámvadak, vaddisznók és egyéb állatok maradványaira bukkantak a régészek. Az állatok domesztikációja valószínűleg nem történt meg a Natúf-korszakban. Egyetlen kivételt talán csak a kutyamaradványok jelentenek: egy sírban egy öregasszony mellé kölyökkutyát temettek. A nem fogyasztási célból tartott kutyák jelenlétére utal a csontleletek lerágottsága, valamint az, hogy viszonylag kevés kutyacsontot találtak.
A natúfi települések lehettek állandóak vagy időszakosak (például vadásztelepek), a kunyhók kerek alaprajzúak voltak, olykor cölöpökön álltak. Lakosságszámuk már a 2-300 főt is megközelíthette. A temetkezés alapvetően házon kívül történt, és a személyes „ékszereken” kívül nem jellemző a sírmellékletek megléte.

## Elterjedési területe
A Natúf-kultúra elsősorban Palesztina, Fönícia és Szíria Eufrátesz-menti vidékén terjedt el. Legfontosabb lelőhelyei: Mugaret el-Vád (Palesztina), valamint Bejda és Abu Hurejra (Jordánia). Jerikó első rétegei is a Natúf-kultúra idejéről származnak. Hasonló berendezkedésű település volt a Zagrosz vidékén Závi-Csemi és a Neander-völgyi leleteiről is híres Sanidár-barlang, amely azonban kívül esett a Natúf-kultúra hatósugarán. Itt érdekes áldozati csontkupacokra (kecskefejek és sasszárnynak), valamint talán emberáldozatra utaló leletekre bukkantak a régészek.